# Argina pylotes
Argina pylotes är en fjärilsart som beskrevs av Butler 1877. Argina pylotes ingår i släktet Argina och familjen björnspinnare. Inga underarter finns listade i Catalogue of Life.